# Uckange
Uckange is een gemeente in het Franse departement Moselle in de regio Grand Est. De plaats maakt deel uit van het arrondissement Thionville. Uckange telde op 1 januari 2022 7.001 inwoners.

## Geschiedenis
Tot op 1 januari 2015 de kantons van Thionville fuseerden maakte de gemeente deel uit van het kanton Thionville-Ouest. Uckange maakte deel uit van het kanton Florange tot dit op 22 maart 2015 werd opgeheven en de gemeenten werden opgenomen in het aangrenzende kanton Fameck.

## Geografie
De oppervlakte van Uckange bedraagt 5,56 vierkante kilometer; Op 1 januari 2022 was de bevolkingsdichtheid 1.259,2 inwoners per km².

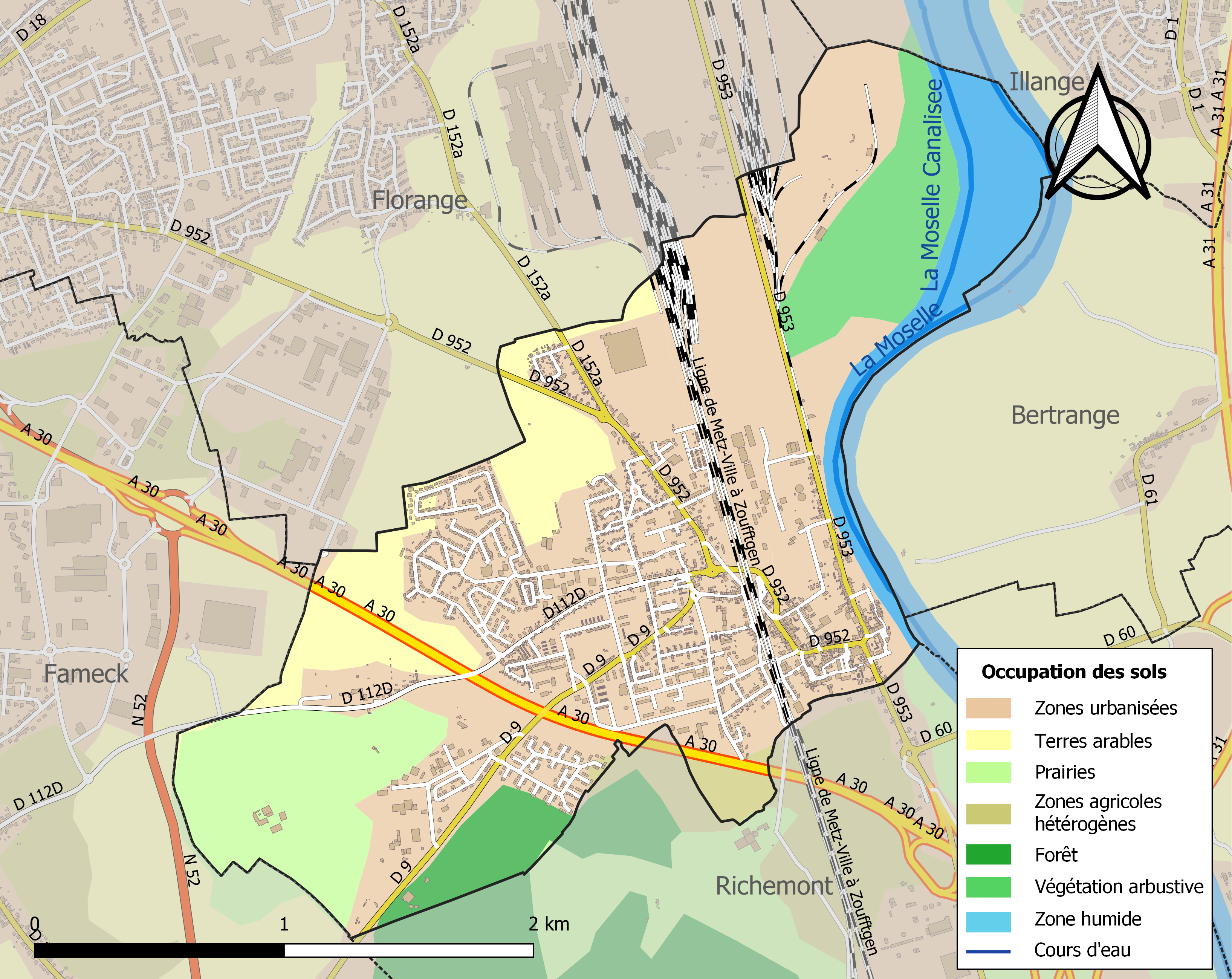
Kaart van de gemeente met de belangrijkste infrastructuur, bodemgebruik en omliggende gemeenten

## Verkeer en vervoer
In de gemeente ligt spoorwegstation Uckange.

## Demografie
Onderstaande figuur toont het verloop van het inwonertal.